# Обвальна інфляція

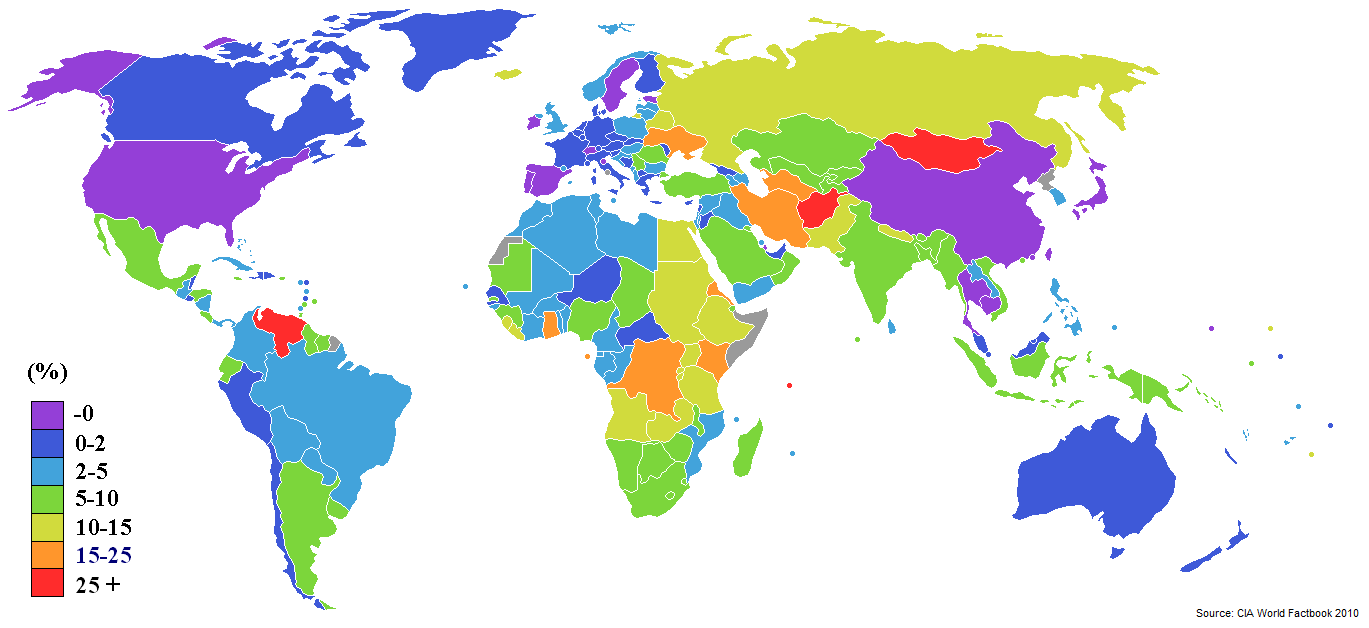
Інфляція в різних країнах світу у 2009 році

Обва́льна інфля́ція — інфляція, що розвивається стрімкими або стрибкоподібними темпами.

## Особливості
Для обвальної інфляції характерні вищі темпи зростання цін, ніж для помірної (повзучої) інфляції, але нижчі, ніж для гіперінфляції. Чітко визначених параметрів невпинної інфляції немає внаслідок того, що інфляційні процеси проявляють себе по-різному через різні типи економічних систем, рівня розвитку країни й т. п. Як правило, обвальною інфляцією визнається за зростання цін на 10—100% на рік, іноді зустрічаються й інші межі (10—50% або 20—100%). П. Семюельсон обмежував невпинну інфляцію у 200% на рік.
Характерною особливістю обвальної інфляції в порівнянні з помірною є те, що за неї зростають ризики, пов'язані з укладанням контрактів у номінальних цінах. У зв'язку з цим при укладанні угод або враховується зростання цін, або ж замість національної валюти використовується стабільна конвертована валюта іншої держави. На відміну від помірної, обвальна інфляція важко керована. Невпинна інфляція впливає на діяльність домогосподарств і фірм, велику роль відіграють інфляційні очікування. Кожне підвищення цін призводить до зростання заробітної плати й витрат.
Наслідки обвальної інфляції:
- інфляційні очікування;
- прагнення конвертувати гроші в товари й нерухомість з метою заощадження коштів від знецінення;
- відмова від надання позики з фіксованим відсотком.[5]

## Прояви

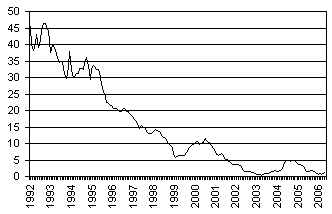
Для економіки Польщі 1990-х років була характерна обвальна інфляція

Обвальна інфляція — частіше явище, ніж гіперінфляція, і періодично спостерігається навіть у найбільш економічно розвинених країнах. У більшості цих країн невпинна інфляція спостерігалася в післявоєнні роки (1945—1952) і в 1970-ті роки внаслідок підвищення ОПЕК цін на нафту. Також обвальна інфляція була характерна для країн з перехідною економікою.
Обвальну інфляцію зазнали:
- США (1917—1920, 1947, 1974, 1979—1980)
- Фінляндія (1975—1977, 1980—1981)
- Бразилія 1950—1970-ті роки, після яких почалася гіперінфляція.
- Польща (1981—1988, 1991—1998), в 1989—1990 роках була гіперінфляція.
- Угорщина — перша половина 1990-х років
- Чехія — перша половина 1990-х років
- Словаччина — перша половина 1990-х років
- Росія — 1991 року, з 1995 року після гіперінфляції 1992—1994-х років.

У 2000-і роки число країн, що зазнали обвальної інфляції, різко скоротилося. У 2004 — 2005 роки за даними ООН яскраво виражена невпинна інфляція (20 — 100% в рік) спостерігалася тільки в Анголі (23% в рік) та ДР Конго (21,3% в рік). Рівень інфляції в розмірі 10 — 20% в рік в цей же період спостерігався в таких країнах: Росія (12,7%), Україна (13,5%), Білорусь (10,3%), Молдова (13,1%), Іран (13,4%), Шрі-Ланка (11,6%), Індонезія (10,5%), Мавританія (12,1%), Ефіопія (11,6%), Сьєрра-Леоне (12,1 %), Гана (15,1%), Нігерія (13,5%), Кенія (10,3%), Бурунді (13%), Малаві (15,4%), Замбія (18,3%), Мадагаскар (18,5%), Ямайка (15,3%), Гаїті (15,7%), Коста-Рика (13,8%), Венесуела (16%).